# Wonderful Life
Wonderful Life je píseň britského synthpopového dua Hurts. Píseň pochází z jeho debutového studiového alba Happiness. Produkce se ujali producenti Joseph Cross a Jonas Quant.

## Hitparáda
| Země           | Umístění |
| -------------- | -------- |
| Rakousko       | 6        |
| Česko          | 15       |
| Dánsko         | 8        |
| Finsko         | 15       |
| Polsko         | 1        |
| Velká Británie | 21       |
| Maďarsko       | 4        |
| Slovensko      | 14       |
| Německo        | 2        |